# K리거들이 뽑은 최고의 K리거
2007년 축구잡지 포포투 한국어판 창간호 특집으로 현역으로 활동하고 있는 K리거들을 대상으로 하는 설문조사를
통해 최고의 K리거를 선정하면서 탄생하였다.
한국프로축구연맹에서 공식적으로 주관하는 K리그 상은 아니다.

## 역대 수상자
| 시즌 | 순위 | 이름   | 포지션       | 클럽               | 비고          |
| ---- | ---- | ------ | ------------ | ------------------ | ------------- |
| 2007 | 1위  | 김두현 | 미드필더(MF) | 성남 일화 천마     | 365점 / 100명 |
| 2007 | 2위  | 모따   | 공격수(FW)   | 성남 일화 천마     | 265점 / 100명 |
| 2007 | 3위  | 이천수 | 공격수(FW)   | 울산 현대          | 189점 / 100명 |
| 2008 | 1위  | 모따   | 공격수(FW)   | 성남 일화 천마     | 461점 / 124명 |
| 2008 | 2위  | 박주영 | 공격수(FW)   | FC 서울            | 232점 / 124명 |
| 2008 | 3위  | 두두   | 공격수(FW)   | 성남 일화 천마     | 187점 / 124명 |
| 2009 | 1위  | 기성용 | 미드필더(MF) | FC 서울            | 63표 / 143명  |
| 2009 | 2위  | 루이스 | 미드필더(MF) | 전북 현대 모터스   | 60표 / 143명  |
| 2009 | 3위  | 에두   | 공격수(FW)   | 수원 삼성 블루윙즈 | 54표 / 143명  |
| 2010 | 1위  | 데얀   | 공격수(FW)   | FC 서울            | 91표 / 148명  |
| 2010 | 2위  | 몰리나 | 미드필더(MF) | 성남 일화 천마     | 80표 / 148명  |
| 2010 | 3위  | 김정우 | 미드필더(MF) | 광주 상무          | 61표 / 148명  |

## 같이 보기
- K리그 클래식
- K리그
- K리그 최우수선수상 (MVP)
- K리그 득점상
- K리그 도움상
- K리그 베스트 11
- K리그 감독상
- K리그 개인 수상 기록
- K리그 구단 수상 기록